# Karakurt, Kırkağaç
Karakurt là một thị trấn thuộc huyện Kırkağaç, tỉnh Manisa, Thổ Nhĩ Kỳ. Dân số thời điểm năm 2011 là 2.01 người.